# Walerij Popow
Walerij Siergiejewicz Popow, ros. Валерий Сергеевич Попов (ur. 10 września 1974 w Leningradzie) – rosyjski szachista, arcymistrz od 1999 roku.

## Kariera szachowa
W latach 90. startował prawie wyłącznie w turniejach rozgrywanych na terenie Rosji, sukcesy odnosząc m.in. w Czerepowcu (1997, III m. za Siergiejem Szypowem i Walerijem Greczychinem) oraz Petersburgu (1998, II m. za Jewgienijem Solożenkinem). W 1999 r. zwyciężył (wspólnie z Walerijem Newerowem, Konstantinem Czernyszowem, Milosem Jirovskym i Rusłanem Szczerbakowem) w otwartym turnieju w Pardubicach oraz podzielił III m. (za Sarhanem Guliewem i Aleksandrem Chasinem, wspólnie z m.in. Ołeksandrem Sznajderem i Denisem Jewsiejewem) w turnieju MK Cafe Cup B w Koszalinie. W 2000 r. zajął II m. (za Borysem Itkisem) w Charkowie, w 2001 r. zdobył tytuł mistrza Petersburga oraz trzykrotnie podzielił I miejsca: w Bydgoszczy (wspólnie z Eduardasem Rozentalisem i Aleksandrem Poluljachowem), Kazaniu (finał Pucharu Rosji, wspólnie z Walerijem Filippowem) oraz Petersburgu (turniej Białe Noce, wspólnie z Aleksandrem Waulinem).
W 2002 r. zwyciężył w Czerepowcu oraz Nowej Ładodze, a w turnieju Rilton Cup w Sztokholmie (edycja 2001/02) podzielił I m. (wspólnie z Jewgienijem Agrestem, Bogdanem Laliciem i Tomem Wedbergiem), natomiast w 2005 r. zajął I m. w Peterhofie oraz wystąpił w rozegranym w Chanty-Mansyjsku turnieju o Puchar Świata, w I rundzie przegrywając z Aleksandrem Oniszczukiem. W 2008 r. podzielił I m. (wspólnie z Władimirem Biełowem i Farruchem Amonatowem) w memoriale Michaiła Czigorina w Petersburgu oraz zdobył w Warszawie srebrny medal mistrzostw Europy w szachach szybkich, natomiast w 2009 r. zajął II m. (za Borysem Graczewem) w otwartym turnieju festiwalu w Biel oraz podzielił I m. w Woroneżu (wspólnie z m.in. Siergiejem Wołkowem, Dmitrijem Boczarowem i Dmitrijem Kokariewem).
Najwyższy ranking w dotychczasowej karierze osiągnął 1 września 2009 r., z wynikiem 2595 punktów dzielił wówczas 44-45. miejsce (wspólnie z Maksimem Turowem) wśród rosyjskich szachistów.